# Jurassic (Käse)
Jurassic ist ein Hartkäse aus Kuhrohmilch aus dem französischen Hochjura.
Die Laibe reifen mindestens acht Monate in Felsenkellern. Kühl gelagert (6–8 °C) und in einem feuchten Tuch eingewickelt, hält sich der Jurassic sehr lange. Er hat eine goldgelbe Farbe, einen sehr fruchtigen Geschmack, ist kompakt und weist nur sehr wenige Löcher im Käseteig auf. Der Fettgehalt liegt bei 48 % i.Tr. Die Laibe werden, nach traditioneller Käseherstellung, zweimal pro Woche mit Salzwasser abgewaschen, wodurch sich eine natürliche Rinde bildet.